# Simon Emmerson

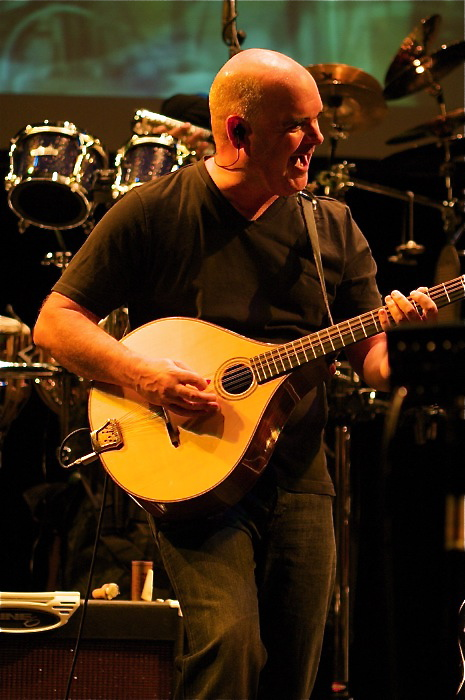
Simon Emmerson mit irischer Bouzouki bei einem Konzert von The Imagined Village in London 2008

Simon Daniel Emmerson (* 12. Februar 1956; † 13. März 2023) war ein britischer Musikproduzent, DJ und Komponist. Er spielte selbst Gitarre, irische Bouzouki und Cister. Bekannt wurde er als Gründer der Weltmusikformation Afro Celt Sound System. Er war zudem der wesentliche Organisator der multikulturellen Folkband The Imagined Village, eines lockeren Zusammenschlusses von Musikern, bei dem Emmerson auch mitspielte.

## Musikalische Karriere
Als Sohn eines Bandleaders kam er früh mit verschiedenen Musikströmungen in Kontakt, vor allem Folkmusik, Jazz, Avantgarde-Rock und Punk. 1978 schloss er sich der New-Wave-Band Scritti Politti an, um 2 Jahre später mit Alison Statton und Spike die Band Weekend zu gründen; dabei änderte er seinen Namen in Simon Booth und behielt dieses Pseudonym bis zur Gründung von Afro Celt Sound System bei. Später ging daraus die Band Working Week hervor. Weitere Aktivitäten waren ein Beitrag als Gastmusiker auf dem Debütalbum Eden des Duos Everything but the Girl und die Tätigkeit als Produzent von Alben für Baaba Maal sowie Manu Dibango.
1995 wurde Emmerson für seine Produktion von Baaba Maals Album Firin' in Fouta für einen Grammy nominiert. Aus der Zusammenarbeit mit dem renommierten senegalesischen Sänger und seiner Band entstand die Gründungsidee für Afro Celt Sound System, deren Debütalbum Sound Magic bei Real World Records 1996 erschien. 2015 initiierte Emmerson die Spaltung der Gruppe während einer laufenden Tournee. Er arbeitete unter anderem an dem Soundtrack OVO von Peter Gabriel für die Millennium Dome Show von 2000 mit.
2004 gründete er die Folkmusikformation The Imagined Village, die er zunächst über die Real World Studios betreute, 2007 aber zu seinem eigenen Label ECC überführte, das er mit dem Geschäftsführer der Firma Lush Cosmetics gegründet hatte. Vornehmlicher Zweck dieses Labels war mittlerweile die Vermarktung von Entspannungsmusikstücken, die exklusiv für die kosmetische Behandlung in Lush-Läden konzipiert worden waren.
Emmerson war Hobby-Ornithologe und baute mitunter aufgenommene Vogelgesänge in Musikstücke ein.